# Ensisheim
Ensisheim (Ensisheim in tedesco, in alsaziano Anze) è un comune francese di 7 475 abitanti situato nel dipartimento dell'Alto Reno nella regione del Grand Est.

## Storia

### Simboli
Lo stemma del comune si blasona:
In uso dal 1697, riprende lo stemma dell'Austria: nel 1431, l'imperatore Sigismondo di Lussemburgo stabilì la sede della reggenza austriaca a Ensisheim e ne fece la capitale dei suoi possedimenti dell’Alta Alsazia, Baden e Svizzera del Nord.

## Società

### Evoluzione demografica
Abitanti censiti